# San Cristóbal (vulkán)
A San Cristóbal (más néven El Viejo, vagyis „Az Öreg”) egy ma is aktív tűzhányó Nicaragua területén, Chinandega megyében. 1745 méteres magasságával az ország legmagasabb vulkánja. A szintén aktív Momotombo, Masaya és Telica vulkánokkal együtt az úgynevezett nicaraguai vulkáni kordillerához tartozik.
A hozzá tartozó vulkanikus komplexum öt felépítményből áll: maga a fő kráter 500–600 méter széles, tőle 4 km-re nyugatra található az El Concho, ugyanilyen távolságra északkeletre az erodálódott Moyotepe, közvetlenül a fő csúcstól keletre a Casita és az egész terület keleti szélén a La Pelona.
A hegy megmászása az ország legnehezebb túrái közé tartozik, a feljutás általában egy napot is igénybe vesz.

## Története
A spanyol hódítók először 1528-ban figyelték meg a vulkánt, és úgy írták le, hogy nappal füstöt, éjjel lángokat bocsát ki magából. 1997 májusában először két hétig szeizmikus aktivitást mutatott és kén-dioxidot bocsátott ki magából, majd a 19-ről 20-ra virradó éjjel kitört. A hónap végén aktivitása csökkent, de júniusban és júliusban kisebb, elszigetelt kitörések még előfordultak. 1998-ban a Mitch hurrikán következtében iszapár pusztított a Casita lejtőin, 1560 (más forrás szerint körülbelül 2000 vagy több 4000) ember halálát okozva. A San Cristóbal 2004 és 2010 között is több időszakban mutatott működést, legaktívabb 2004 decemberében, 2005 novembere és 2006 februárja között, 2006 májusában, 2008 nyarán és novemberében, 2009 szeptemberében és 2010 júniusában volt.